# Brie (Aisne)
Brie ist eine französische Gemeinde mit 54 Einwohnern (Stand 1. Januar 2022) im Département Aisne in der Region Hauts-de-France (vor 2016 Picardie). Sie gehört zum Arrondissement Laon, zum Kanton Tergnier und zum Gemeindeverband Chauny-Tergnier-La Fère. Die Einwohner werden Briois und Brioises genannt.

## Geografie
Die Gemeinde Brie liegt am Nordwestrand des Höhenzuges Chemin des Dames, zwölf Kilometer nordwestlich von Laon. Umgeben wird Brie von den Nachbargemeinden Fourdrain im Norden, Crépy im Osten und Süden sowie Saint-Nicolas-aux-Bois im Westen.

## Bevölkerungsentwicklung
| Jahr                       | 1962 | 1968 | 1975 | 1982 | 1990 | 1999 | 2010 | 2021 |
| Einwohner                  | 97   | 80   | 73   | 58   | 60   | 69   | 59   | 55   |
| Quellen: Cassini und INSEE |      |      |      |      |      |      |      |      |

## Sehenswürdigkeiten

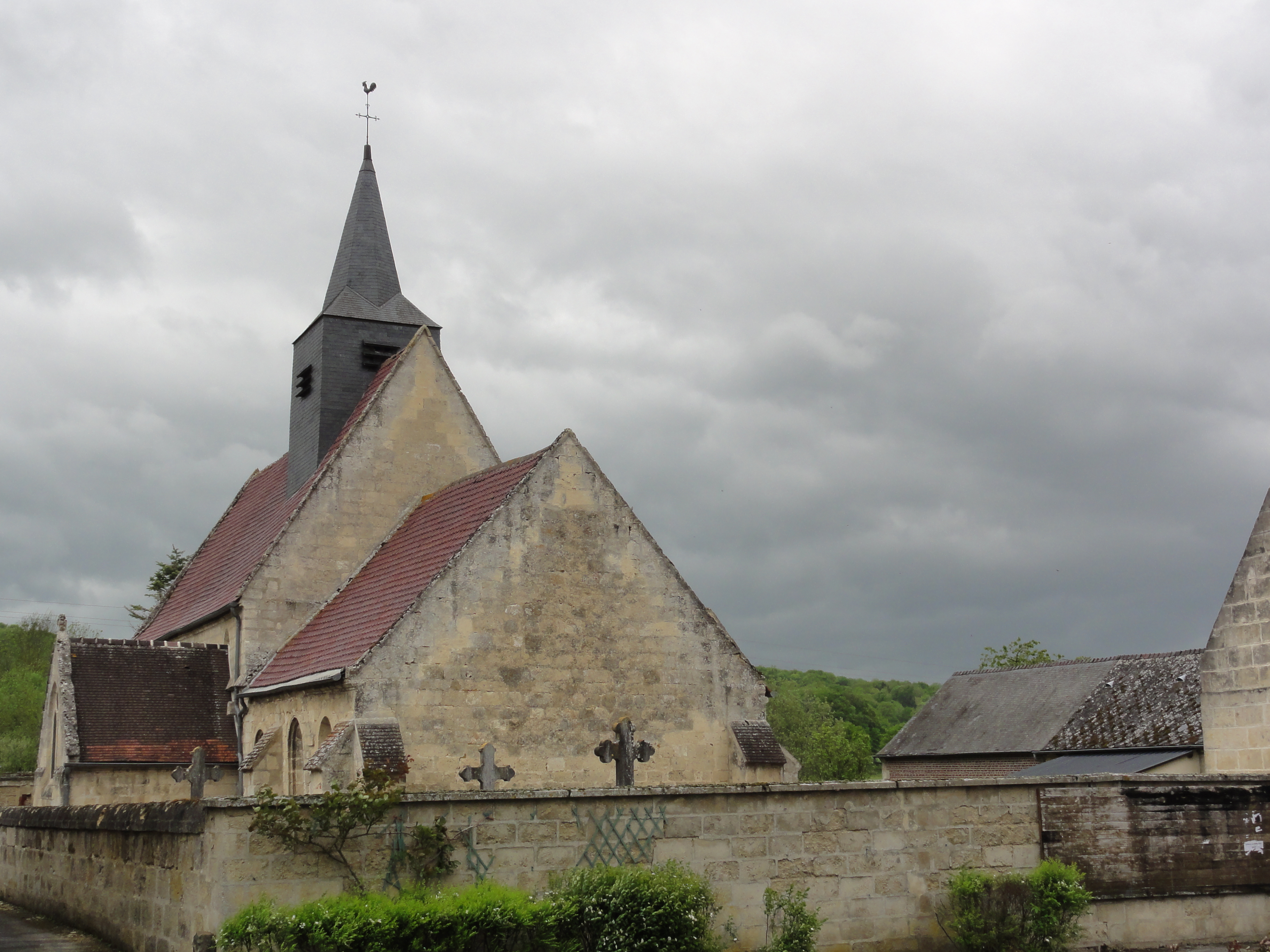
Kirche Saint-Quentin

- Kirche Saint-Quentin